# Tcherek
Le Tcherek (en russe : Черек) est une rivière de Kabardino-Balkarie en Russie, un affluent de rive droite de la Baksan (bassin du Terek). Son cours est long de 76 km et draine un bassin versant de 3 070 km2. Le Tcherek est formé par la confluence des deux rivières Tcherek-Balkarski et Tcherek-Khoulamski, qui prennent toutes deux leur source dans les glaciers du Grand Caucase.  